# Sisters of Avalon
Sisters of Avalon es el quinto álbum de estudio de la cantante estadounidense Cyndi Lauper, publicado el 1 de abril de 1997 por la compañía discográfica Epic Records. Tras confirmar su embarazo, Lauper comenzó a trabajar en nuevo álbum con los productores Mark Saunders y Jan Pulsford.
Grabado entre abril y junio de 1996, Sisters of Avalon es un álbum de género pop y dance, que incorpora muchos elementos de música electrónica, un enfoque diferente al de sus anteriores trabajos. También presenta influencias de otros géneros y subgéneros como el techno, trip hop, drum and bass, ambient, rock y música clásica. Las letras tratan sobre temas tabú como el sida en «Say a Prayer», la vida de un travesti en «Ballad of Cleo and Joe», la industria del entretenimiento y «Love to hate» y los medios de corrupción en y «You Don't Know»
Tras su lanzamiento, el álbum fue elogiado por múltiples críticos musicales, quienes elogiaron el crecimiento creativo de la artista.
El álbum logró vender 56 000 copias en los Estados Unidos. Desde su lanzamiento, el álbum ha sido recibido con elogios continuo incluyendo los Songwriters' Hall of Fame.
El álbum recibió varios elogios de los críticos de música, debido al crecimiento creativo y los temas eléctricos que Lauper emplea. Desde su lanzamiento, el álbum ha sido recibido con continuos elogios, incluido en el Salón de la Fama de los Compositores, señalando que la canción principal es una de las canciones claves de Cyndi en su catálogo.

## Antecedentes y desarrollo
| Había regresado de mi viaje a Japón, donde estuve alejada de mi esposo durante la Navidad y el Año Nuevo. [...] me di cuenta de que necesitaba revaluar mi carrera y mi vida. Era necesario una nueva gestión y una nueva versión de mí misma. —Opinión de Lauper sobre el álbum. |

En julio de 1994, Lauper lanzó su primer álbum recopilatorio, Twelve Deadly Cyns... and Then Some, el cual logró un notable éxito comercial a nivel mundial. Esto la impulsó a embarcarse en una gira de promoción que la llevó a recorrer países de América Latina, Europa y Asia. En noviembre de ese mismo año, en una entrevista al periódico brasileño Folha de S. Paulo, Lauper expresó su deseo de aprovechar la gira para escribir canciones para su próximo álbum.
En 1996, después de haber estado gravemente enferma el año anterior, comenzó a intentar quedar embarazada mediante fecundación in vitro. Fue en este periodo cuando decidió pasar más tiempo en su casa de Connecticut y comenzó a colaborar con la compositora Jan Pulsford, quien había sido su tecladista en Hat Full of Stars Tour. Juntas escribieron canciones en un pequeño estudio doméstico. Para Lauper, trabajar con Pulsford «fue genial; no tenía a nadie molestándome y, si Jan decidía irse a dormir, yo podía seguir trabajando todo el tiempo que quisiera».
Cuando Lauper obtuvo el «visto bueno» para comenzar a trabajar en Sisters of Avalon, su representante en aquel momento, Steve Barnett, le sugirió buscar una mansión antigua, al estilo de las que solían usar las bandas inglesas para poder trabajar allí. Por su parte, David Massey, de Artists and repertoire (A&R), le recomendó contactar a un productor que había trabajado con el rapero británico Tricky, exintegrante de Massive Attack, en un viejo granero. Este productor le propuso que, si encontraban el lugar adecuado, podrían cantar al aire libre y grabar utilizando herramientas profesionales como el pro tools, logic y cintas de dieciséis pistas. La cantante se mostró entusiasta ante la idea: «El álbum iba a ser una especie de novedad, porque intentaríamos conseguir un sonido de cinta antigua con todas las ventajas de usar una computadora. Me entusiasmó la idea». Finalmente, la grabación se realizó en una antigua mansión de Tuxedo Park (Nueva York). Lauper destacó que el ambiente «tenía su propio espíritu», pues «estaba cansada de grabar en estudios, son costosos y sobrevalorados y en Tuxedo Park teníamos una vista estupenda, una ama de llaves y una cocinera».

### Título
Lauper optó por el título debido a la afición de Pulsford por mitología galesa y las leyendas. Durante una vez conversación sobre el libro Las nieblas de Avalón (1983), de Marion Zimmer Bradley, que presenta la leyenda del Rey Arturo desde un punto de vista femenino, donde las hermanas son retratadas como curanderas y mujeres muy sabias

## Recepción

### Crítica
Tras su lanzamiento, Sisters of Avalon recibió reseñas positivas por parte de la crítica especializada. Stephen Thomas Erlewine, del sitio web AllMusic, destacó que «Cyndi Lauper hizo un valiente esfuerzo para impulsar su carrera, con este álbum variado y eléctrico». Comentó que, al trabajar con el productor Mark Saunders, ella «intenta incorporar influencias del worldbeat, el adult contemporary e incluso el trip hop». Al final de su reseña, determinó que «aunque los resultados no siempre son exitosos», es el álbum más «intrigante» y «gratificante» que ha hecho desde True Colors (1986). Larry Flick, de Billboard, lo calificó como «una colección cohesiva y extraordinariamente poderosa que destaca por la ausencia de las cancioncillas novedosas que durante tanto tiempo se han asociado a la cantante». David Grad, de Entertainment Weekly, otorgó al álbum una calificación de «B+» y aseguró que «Lauper sigue siendo una embriagadora sirena del pop», destacando que su trabajo con representa «un asunto maravilloso y eléctrico, que tiene el magnífico sonido del dulce regreso en cada canción».
La revista británica Music Week sostuvo que «Lauper recurre al talento de trece músicos» para lograr «fusionar bien, con algunos toques hábiles que crean una atractiva mezcla de sonidos». La evaluación de People fue, en su mayor parte mixta, ya que mencionó que «emplea un vibrato desgastado en el extremo más bajo de su rango vocal», pero a pesar de toda su experimentación «audaz», Lauper parece esforzarse «demasiado». Rescató que únicamente los temas «Searching» y «Say a Prayer"» insinúan el «arte espontáneo» y la «fantasía caleidoscópica» que inicialmente la hicieron «tan atractiva». Finalmente, Mike Zwerin del periódico The New York Times opinó que Sisters of Avalon es una muestra de «que la música pop todavía puede tener amplitud y profundidad.

### Comercial
| El álbum se publicó y la compañía discográfica lo dejó pasar. Jan se sorprendió; simplemente no esperaba que no logra nada. Sin embargo, yo sí, porque sabía que la discográfica no tenía intención de hacer nada por ese disco. —Lauper sobre la recepción del álbum. |

Una vez en el mercado, Sisters of Avalon logró una pobre venta discográfica y consiguió bajas posiciones en las listas musicales. En Austria, debutó en el puesto 45 del Ö3 Austria Top 40, permaneciendo tres semanas en total. En el Reino Unido, la semana del 15 de febrero de 1997, llegando al puesto 59 en el UK Albums Chart. En los Estados Unidos, el álbum solo estuvo presente una semana en la lista Billboard 200, logrando el puesto 188 el 19 de abril de 1997. De acuerdo con el sistema Nielsen SoundScan, se estimaron ventas de 56 000 unidades hasta 2003, aunque la cantante afirmó que vendieron 60 000 durante la gira Sisters of Avalon Tour. En Sudáfrica, el álbum ocupó el puesto 93 en el Recording Industry of South Africa (RISA). Sin embargo, en Japón, la recepción fue mucho más positiva, debido a que alcanzó el puesto 15 en el ranquin Oricon y obteniendo un disco de oro en octubre de 1996 por vender más de 100 000 copias, según la Recording Industry Association of Japan (RIAJ) lo certificó con en ese país.

## Lista de canciones
| Sisters of Avalon |                          |                           |          |  |
| N.º               | Título                   | Escritor(es)              | Duración |  |
| 1.                | «Sisters of Avalon»      | Cyndi Lauper Jan Pulsford | 4:20     |  |
| 2.                | «Ballad of Cleo and Joe» | Lauper Pulsford           | 3:59     |  |
| 3.                | «Fall Into Your Dreams»  | Lauper Pulsford           | 4:45     |  |
| 4.                | «You Don't Know»         | Lauper Pulsford           | 5:13     |  |
| 5.                | «Love to Hate»           | Lauper Pulsford           | 3:25     |  |
| 6.                | «Hot Gets a Little Cold» | Lauper Catherine Russell  | 3:37     |  |
| 7.                | «Unhook the Stars»       | Lauper Pulsford           | 3:56     |  |
| 8.                | «Searching»              | Lauper Pulsford           | 4:35     |  |
| 9.                | «Say a Prayer»           | Lauper Pulsford           | 4:51     |  |
| 10.               | «Mother»                 | Lauper Pulsford           | 4:43     |  |
| 11.               | «Fearless»               | Lauper Pulsford           | 3:38     |  |
| 12.               | «Brimstone and Fire»     | Lauper                    | 3:35     |  |
| 50:43             |                          |                           |          |  |

## Posicionamiento en listas
| País           | Lista             | Mejor posición | Ref.   |
| -------------- | ----------------- | -------------- | ------ |
| Austria        | Ö3 Austria Top 40 | 45             | [ 17 ] |
| Estados Unidos | Billboard 200     | 188            | [ 19 ] |
| Japón          | Oricon            | 15             | [ 22 ] |
| Reino Unido    | UK Albums Chart   | 59             | [ 18 ] |
| Sudáfrica      | RISA              | 93             | [ 21 ] |

| País                     | Lista                          | Mejor posición   | Ref.             |                  |                  |                  |                  |                  |                  |                  |                  |                  |                  |
| «You Don't Know»         | «You Don't Know»               | «You Don't Know» | «You Don't Know» | «You Don't Know» | «You Don't Know» | «You Don't Know» | «You Don't Know» | «You Don't Know» | «You Don't Know» | «You Don't Know» | «You Don't Know» | «You Don't Know» | «You Don't Know» |
| ------------------------ | ------------------------------ | ---------------- | ---------------- | ---------------- | ---------------- | ---------------- | ---------------- | ---------------- | ---------------- | ---------------- | ---------------- | ---------------- | ---------------- |
| Escocia                  | Scottish Singles Chart         | 25               | [ 24 ]           |                  |                  |                  |                  |                  |                  |                  |                  |                  |                  |
| Estados Unidos           | Bubbling Under Hot 100 Singles | 11               | [ 25 ]           |                  |                  |                  |                  |                  |                  |                  |                  |                  |                  |
| Estados Unidos           | Dance Club Songs               | 16               | [ 26 ]           |                  |                  |                  |                  |                  |                  |                  |                  |                  |                  |
| Estados Unidos           | Dance Maxi-Singles Sales       | 16               | [ 27 ]           |                  |                  |                  |                  |                  |                  |                  |                  |                  |                  |
| Europa                   | European Radio Top 50          | 47               | [ 28 ]           |                  |                  |                  |                  |                  |                  |                  |                  |                  |                  |
| Italia                   | Musica e dischi                | 6                | [ 29 ]           |                  |                  |                  |                  |                  |                  |                  |                  |                  |                  |
| Polonia                  | LP3                            | 49               | [ 30 ]           |                  |                  |                  |                  |                  |                  |                  |                  |                  |                  |
| Polonia                  | Polish Airplay Charts          | 4                | [ 31 ]           |                  |                  |                  |                  |                  |                  |                  |                  |                  |                  |
| Reino Unido              | UK Singles Chart               | 27               | [ 32 ]           |                  |                  |                  |                  |                  |                  |                  |                  |                  |                  |
| «Ballad of Cleo and Joe» |                                |                  |                  |                  |                  |                  |                  |                  |                  |                  |                  |                  |                  |
| Estados Unidos           | Bubbling Under Hot 100 Singles | 24               | [ 33 ]           |                  |                  |                  |                  |                  |                  |                  |                  |                  |                  |
| Estados Unidos           | Dance Club Songs               | 36               | [ 34 ]           |                  |                  |                  |                  |                  |                  |                  |                  |                  |                  |
| Estados Unidos           | Dance Maxi-Singles Sales       | 43               | [ 35 ]           |                  |                  |                  |                  |                  |                  |                  |                  |                  |                  |

## Certificaciones
| País  | Organismo certificador | Certificación | Ventas certificadas | Simbolización | Ref.   |
| ----- | ---------------------- | ------------- | ------------------- | ------------- | ------ |
| Japón | RIAJ                   | Oro           | 100 000             | ●             | [ 23 ] |